# Plan départemental des itinéraires de promenade et de randonnée
Le Plan départemental des itinéraires de promenade et de randonnée (PDIPR) a pour objectif, dans chaque département de France, de protéger les chemins ruraux et d'assurer la continuité des itinéraires ouverts à la randonnée pédestre, et éventuellement équestre et VTT. Il s'agit d'une compétence départementale obligatoire.

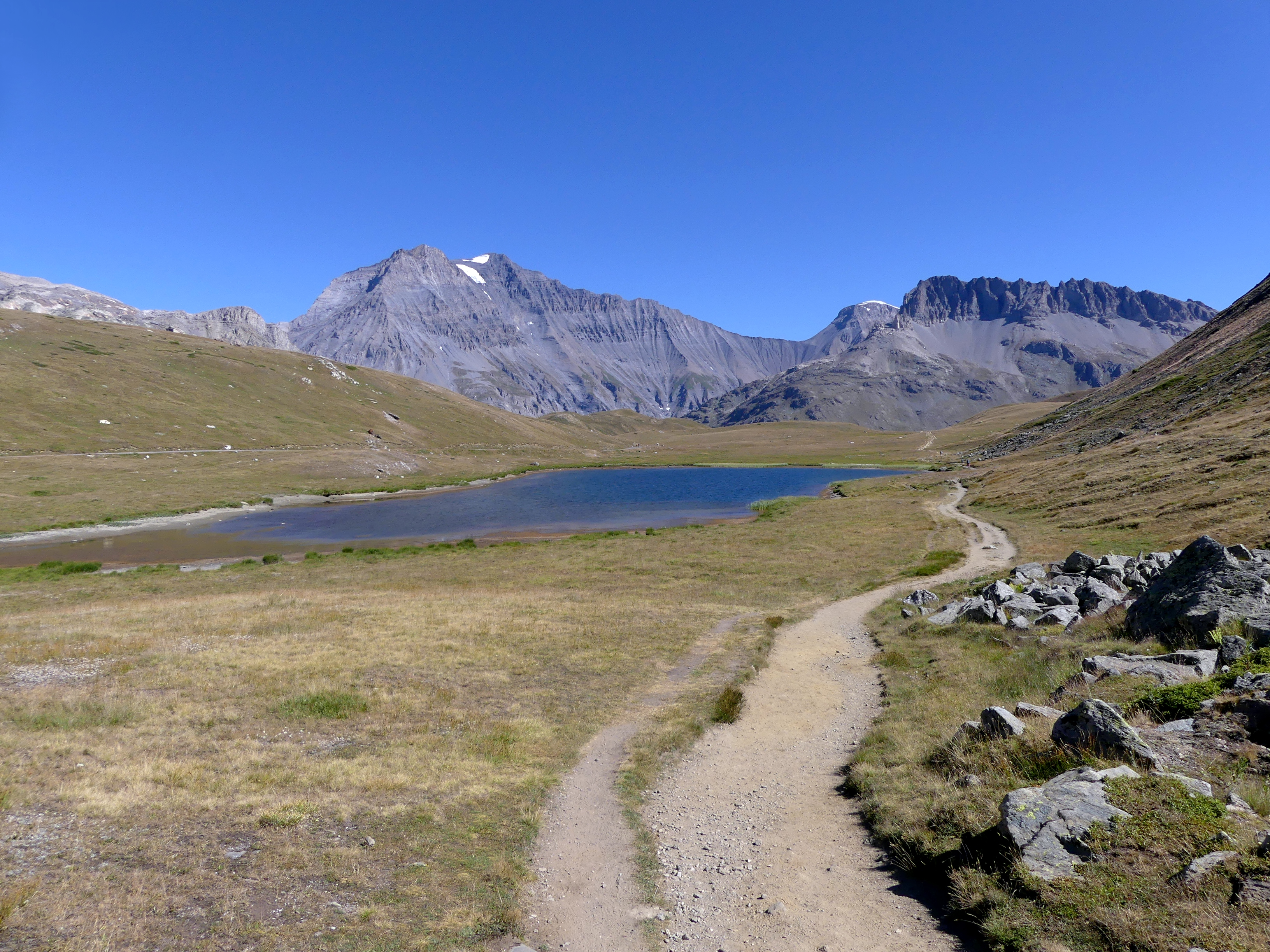
Illustration d'un chemin de randonnée

## Compétence départementale
Les départements sont compétents en matière de développement maitrisé des sports de nature en application de l'article L311-3 du Code du sport. Pour ce faire, ils disposent de deux outils : le Plan Départemental des Espaces Sites et Itinéraires (dit PDESI) et le Plan Départemental des Itinéraires de Promenade et de Randonnée (dit PDIPR) inclus dans le PDESI .
Les principes de fonctionnement du PDIPR, en tant que compétence départementale, sont présentés plus en détail dans l'article L361-1 du Code de l'Environnement.

## Procédure
Chaque département définit le mode d'établissement du plan, qui peut être mis en œuvre par ses services ou délégué à un organisme extérieur. La procédure d'inscription d'un itinéraire dans le plan repose en général sur un dossier de candidature produit par une commune, une communauté de communes, ou une association mandatée par ces dernières. Le dossier est analysé selon des critères de sécurité, de qualité et de pérennité. Le département peut soutenir financièrement l'établissement des dossiers, l'acquisition de parcelles, ou l'entretien des sentiers et du balisage des itinéraires inscrits au plan.

## Historique
Cette compétence est issue de la loi de décentralisation n°83-663 du La. L’entrée en vigueur du texte a été fixée par décret au 1er janvier 1986. La circulaire ministérielle du 30 août 1988 a précisé la vocation des PDIPR : ils doivent « favoriser la découverte de sites naturels et de paysages ruraux en développant la pratique de la randonnée ».
Depuis la loi n° 2004-1343 du 9 décembre 2004 de simplification du droit, le PDIPR est codifié à l'article L361-1 du Code de l'Environnement et l’article L311-3 du Code du Sport précise qu'il est inclus dans le Plan départemental des espaces sites et itinéraires (PDESI) relatif aux sports de nature.

## Les différents PDIPR en France
| Code | Département             | PDIPR approuvé | Linéaire inscrit au PDIPR (2023) |
| ---- | ----------------------- | -------------- | -------------------------------- |
| 01   | Ain                     | Oui            | 5 177 km                         |
| 02   | Aisne                   | Oui            | 3 000 km                         |
| 03   | Allier                  | Oui            | 5 585 km                         |
| 04   | Alpes-de-Haute-Provence | Oui            | 6 695 km                         |
| 05   | Hautes-Alpes            | Oui            | Non calculable                   |
| 06   | Alpes-Maritimes         | Oui            | 6 500 km                         |
| 07   | Ardèche                 | Oui            | 18 006 km[réf. à confirmer]      |
| 08   | Ardennes                | Oui            |                                  |
| 09   | Ariège                  | Oui            | 2 785 km                         |
| 10   | Aube                    | Oui            |                                  |
| 11   | Aude                    | Oui            |                                  |
| 12   | Aveyron                 | Oui            | 7 000 km                         |
| 13   | Bouches-du-Rhône        | Oui            | 2 700 km                         |
| 14   | Calvados                | Oui            | 5 987 km                         |
| 15   | Cantal                  | Oui            | 3 000 km                         |
| 16   | Charente                | Oui            |                                  |
| 17   | Charente-Maritime       | Non            |                                  |
| 18   | Cher                    | Non            |                                  |
| 19   | Corrèze                 | Oui            | 2 630 km                         |
| 2A   | Corse-du-Sud            | Oui            | 2 200 km                         |
| 2B   | Haute-Corse             | Non            |                                  |
| 21   | Côte-d'Or               | Oui            | 2 460 km                         |
| 22   | Côtes-d'Armor           | Oui            | 9 795 km,                        |
| 23   | Creuse                  | Oui            |                                  |
| 24   | Dordogne                | Oui            | 8 910 km                         |
| 25   | Doubs                   | Oui            | 892 km                           |
| 26   | Drôme                   | Oui            | 5 682 km                         |
| 27   | Eure                    | Oui            | 500 km                           |
| 28   | Eure-et-Loir            | Oui            | 3 600 km                         |
| 29   | Finistère               | Oui            | 4 300 km                         |
| 30   | Gard                    | Oui            | 2 052 km                         |
| 31   | Haute-Garonne           | Oui            | 606 km                           |
| 32   | Gers                    | Oui            | 444 km                           |
| 33   | Gironde                 | Oui            | 4 200 km                         |
| 34   | Hérault                 |                | 1 700 km                         |
| 35   | Ille-et-Vilaine         |                |                                  |
| 36   | Indre                   |                |                                  |
| 37   | Indre-et-Loire          |                |                                  |
| 38   | Isère                   |                |                                  |
| 39   | Jura                    |                |                                  |
| 40   | Landes                  |                |                                  |
| 41   | Loir-et-Cher            |                | Non calculable                   |
| 42   | Loire                   |                |                                  |
| 43   | Haute-Loire             |                |                                  |
| 44   | Loire-Atlantique        |                |                                  |
| 45   | Loiret                  |                |                                  |
| 46   | Lot                     |                |                                  |
| 47   | Lot-et-Garonne          |                |                                  |
| 48   | Lozère                  |                |                                  |
| 49   | Maine-et-Loire          |                |                                  |
| 50   | Manche                  |                |                                  |
| 51   | Marne                   |                |                                  |
| 52   | Haute-Marne             |                |                                  |
| 53   | Mayenne                 |                |                                  |
| 54   | Meurthe-et-Moselle      |                |                                  |
| 55   | Meuse                   |                |                                  |
| 56   | Morbihan                |                |                                  |
| 57   | Moselle                 |                |                                  |
| 58   | Nièvre                  |                |                                  |
| 59   | Nord                    |                |                                  |
| 60   | Oise                    |                |                                  |
| 61   | Orne                    |                |                                  |
| 62   | Pas-de-Calais           |                |                                  |
| 63   | Puy-de-Dôme             |                |                                  |
| 64   | Pyrénées-Atlantiques    |                |                                  |
| 65   | Hautes-Pyrénées         |                |                                  |
| 66   | Pyrénées-Orientales     |                |                                  |
| 67   | Bas-Rhin                |                |                                  |
| 68   | Haut-Rhin               |                |                                  |
| 69   | Rhône                   |                |                                  |
| 70   | Haute-Saône             |                |                                  |
| 71   | Saône-et-Loire          |                |                                  |
| 72   | Sarthe                  |                |                                  |
| 73   | Savoie                  |                |                                  |
| 74   | Haute-Savoie            |                |                                  |
| 75   | Paris                   |                |                                  |
| 76   | Seine-Maritime          |                |                                  |
| 77   | Seine-et-Marne          |                |                                  |
| 78   | Yvelines                |                |                                  |
| 79   | Deux-Sèvres             |                |                                  |
| 80   | Somme                   |                |                                  |
| 81   | Tarn                    |                |                                  |
| 82   | Tarn-et-Garonne         |                |                                  |
| 83   | Var                     |                |                                  |
| 84   | Vaucluse                |                |                                  |
| 85   | Vendée                  |                |                                  |
| 86   | Vienne                  |                |                                  |
| 87   | Haute-Vienne            |                |                                  |
| 88   | Vosges                  |                |                                  |
| 89   | Yonne                   |                |                                  |
| 90   | Territoire de Belfort   |                |                                  |
| 91   | Essonne                 |                |                                  |
| 92   | Hauts-de-Seine          |                |                                  |
| 93   | Seine-Saint-Denis       |                |                                  |
| 94   | Val-de-Marne            |                |                                  |
| 95   | Val-d'Oise              |                |                                  |
| 971  | Guadeloupe              |                |                                  |
| 972  | Martinique              |                |                                  |
| 973  | Guyane                  |                |                                  |
| 974  | La Réunion              |                |                                  |
| 976  | Mayotte                 |                |                                  |

Les données sur le linéaire inscrit au PDIPR sont issues des documents disponibles et ont pu nécessiter un traitement cartographique via SIG.